# Franciszek Zawadzki
Franciszek Zawadzki (* 6. Oktober 1887 in Żelechów; † 7. November 1975 in Warschau) war ein polnischer Radrennfahrer und nationaler Meister im Radsport und Unternehmer.

## Sportliche Laufbahn
Zawadzki war im Straßenradsport aktiv. 1910 und 1911 gewann er die Meisterschaft im Straßenrennen von Großpolen. 1919 gewann er die erste nationale Meisterschaft Polens und das erste Straßenrennen, das nach dem Ersten Weltkrieg in Polen veranstaltet wurde.

## Berufliches
1917 eröffnete er in Warschau eine Manufaktur für die Fertigung von Fahrrädern. In den 1930er Jahren wurden etwa 30 Räder pro Tag produziert. Während des Zweiten Weltkrieges wurden die Manufaktur und Zawadskis Haus von Bomben zerstört. Sein Sohn Zbyszek nahm am Warschauer Aufstand teil, wurde von den Deutschen gefangen genommen und in das Vernichtungslager Stutthof deportiert. Nach dem Krieg wurde Zawadzkis Anwesen verstaatlicht. Er eröffnete eine Werkstatt in Stara Wieś, in der er Fahrräder reparierte.